# Laphystia jamesi
Laphystia jamesi är en tvåvingeart som beskrevs av Wilcox 1960. Laphystia jamesi ingår i släktet Laphystia och familjen rovflugor.
Artens utbredningsområde är Kalifornien. Inga underarter finns listade i Catalogue of Life.